# 星際之門：SG-1

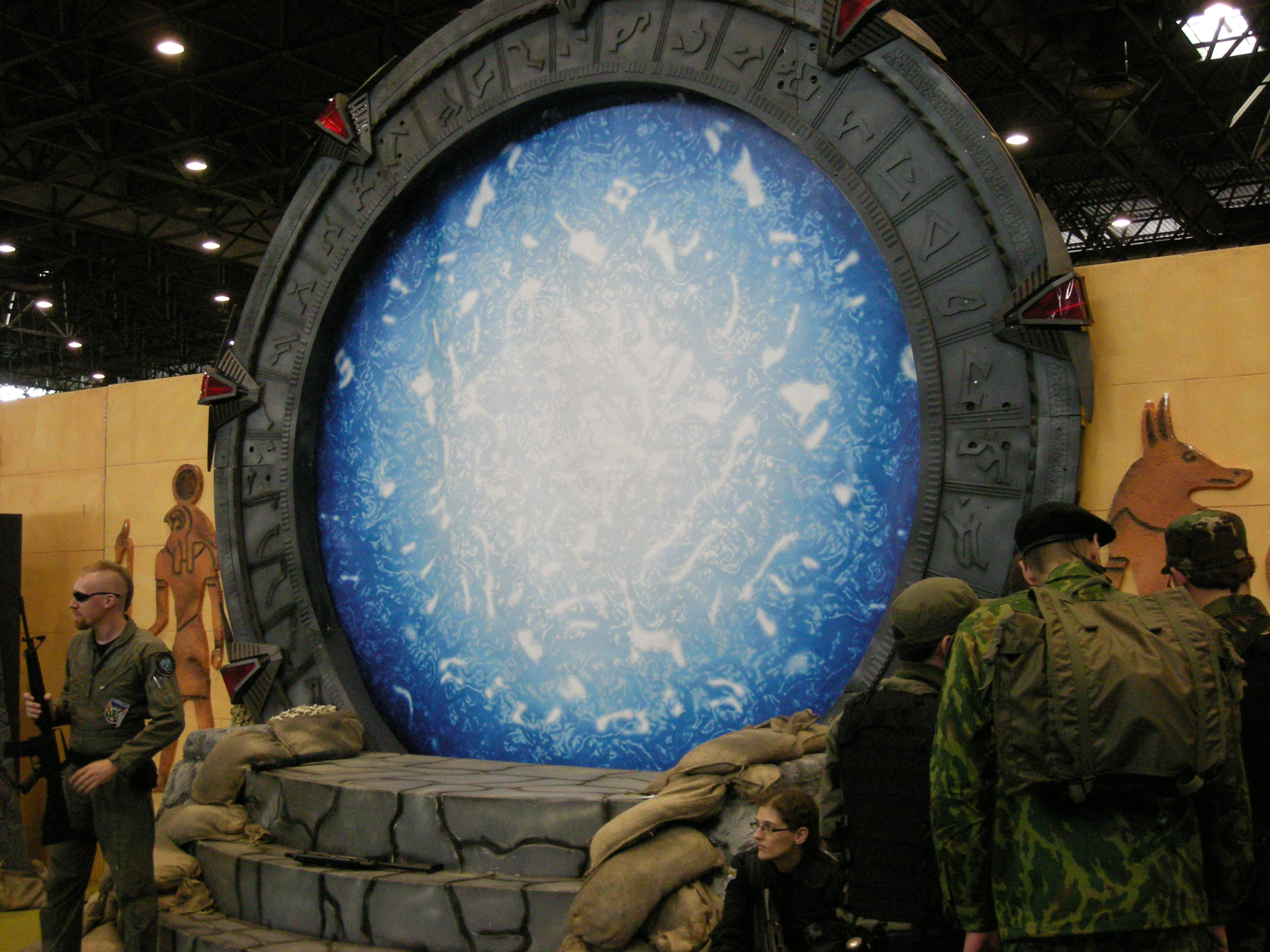
星門模型

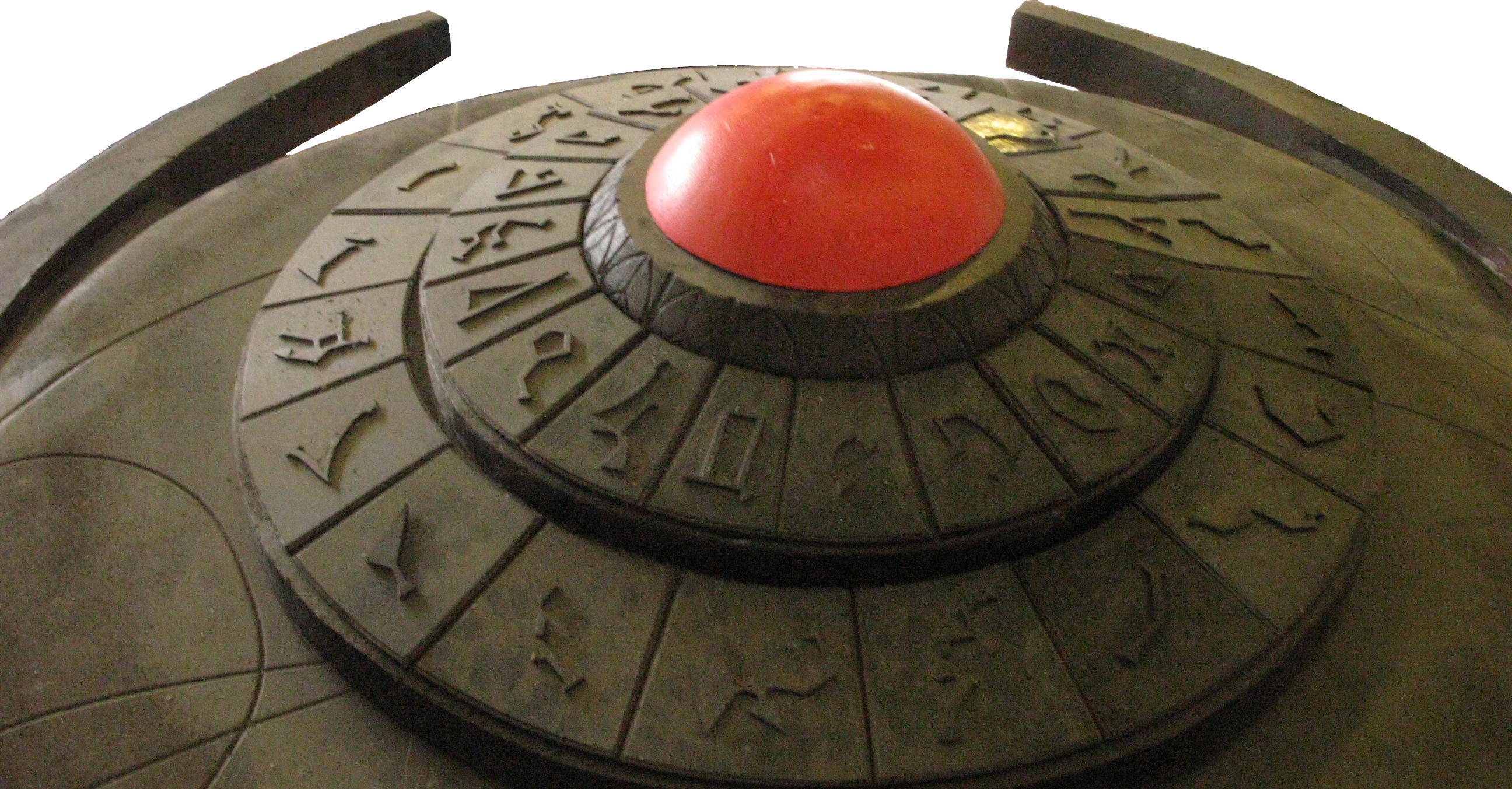
外星撥號盤

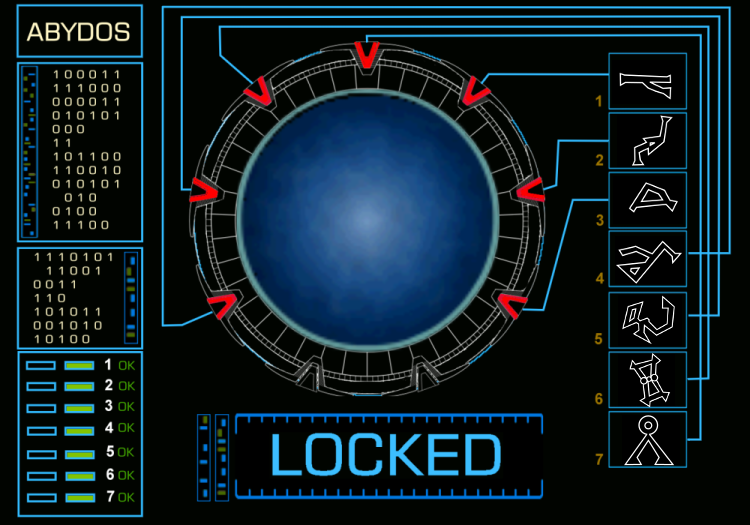
星門指揮部的電腦式撥號盤

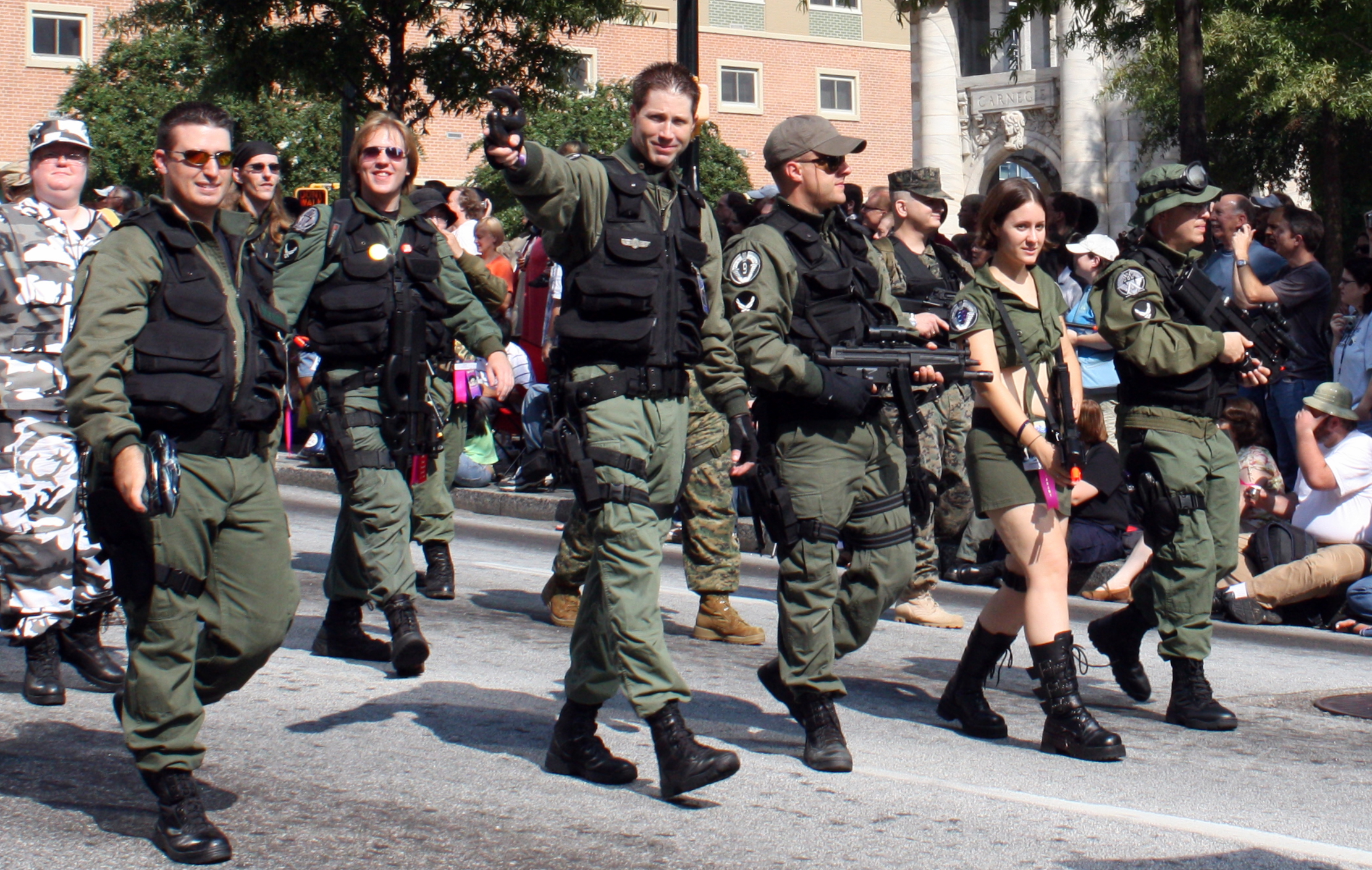
SG-1 小隊於影迷會

《星際之門：SG-1》（英語：Stargate SG-1）是一部美国科幻电视连续剧，故事以1994年的科幻電影《星際之門》（Stargate，由狄恩·德夫林／Dean Devlin及羅蘭·艾默瑞奇編劇，艾默里奇導演）為基礎，講述電影完結後的故事，屬《星際之門》系列中的第二篇。
该电视剧由布萊德·賴特（Brad Wright）与喬傑森·格拉斯纳（Jonathan Glassner）两人创作，主要演员有李察·狄恩·安德森（飾傑克·奧尼爾／改了串字的O'Neill）、Michael Shanks（饰丹尼爾·傑克森／Daniel Jackson）、Amanda Tapping及Christopher Judge等。该电视剧在加拿大不列颠哥伦比亚省温哥华市拍摄，共有10季，於1997年7月12日在美国Showtime频道开始播出，第5季以后转移到科幻頻道（Sci-Fi Channel）。2006年，Stargate SG-1以播映时间最长（214集，外加两部DVD电影）的连续科幻剧集被载入吉尼斯世界纪录，这个记录一直保持到2011年才被《超人前传》的最终季打破。

## 劇情

本銀河系的機械式星門型式

剧集設在原作电影中的事件之后，開頭時講述在整體的內部編年中，時間離電影結尾只過了一年，期間因有敌人嘗試通过星门攻击地球，美国空军发现他们在电影中想法是錯誤的，拉（Ra）並不是最后的一隻寄生蟲（Goa'uld）。新近成立的星门总部（SGC）只好派出第一支探险队（SG-1）來繼續探險以獲取情報，看看有甚麼方法來徹底打敗敵人。这个剧集在电影上扩展，创造了一个完全而又丰富的宇宙和一个强大的重现演员表。

## 外星角色大綱
經過萬億年的演化，宇宙中第一個人型智能物種演化出來，便是古人，古人与源(ori)本是一个种族，他们因意识形态分歧导致分开，ori派認為可以從其強制他人的信仰中吸取意念能量達成假性的升天，分歧严重以后古人自己远走，来到地球所在银河系，到银河系后，和银河系的另三高科技种族：Asgard、Nox、Furling结成联盟，共称四大种族，并和睦相处。很多年之后因无法克服的疾病古人驾驶亚特兰蒂斯飛行城离开了银河系去飞马星系发展，但走之前在银河系各处洒下了略经改造的新人类种子。
到达飞马星系后古人继续到处散播人类种子，形成了繁荣的飞马星系。不懈的古人继续研究新东西，不小心制造出了有人类和虫子混合基因的幽灵族，幽灵族迅速繁殖成为敌人。古人和幽灵大战多年后終於发展出完全升天功能，大部分古人升天成了能量體并且不问世事，极少部分古人不愿升天而回到地球，发现很久以前离开时撒下的新人类种子已经在地球上成长起来，他们便隐居并消失在新人类(地球人)中，所以新人类有极少数含有古人基因。
ori过去从来没到过也不知道太阳系，丹尼尔和瓦拉通过古人通讯石去了ori所在星系后，ori才知道太阳系，引發了他们对太阳系的远征。同時在漫長的古人与源鬥爭中一種Goa'uld智能寄生蟲演化出來，成為一大禍患，而在古人飛馬系的寄生蟲實驗中幽灵族被製造出來，後來為了消滅幽灵族又製造出了一種純機械的複製者奈米蜘蛛，然而這三大怪物最終都失控，成為四處為害的敵軍。

## 演員
SG-1的演员表相当的固定，但是也有一些变化。迈克尔·山克斯在第五季末的时候离开了剧集并被科林·內美克（饰Jonas Quinn）替换。山克斯在第七季的时候回归，內美克的角色被取消。在第7季末，飾 George Hammond的 Don S. Davis离开了节目，李察·狄恩·安德森填补了他的空缺。在第九季，安德森的离去很不得人心，但是加入了新的常规演员博·布里奇斯和本·布勞德。在第8季的首次登场之后，跟着又在第九季中出现8集，克勞蒂亞·布雷克的受到欢迎的反应为她赢得了第10季中常规演员的位子。

## 製作
米高梅平均为每一集付出$140万美元，并且将其定为他们最重要的授权经营项目。它在许多场合赢得了土星獎（Saturn Awards）的Best Syndicated Television Series奖，它的演员也因为优秀的演出赢得了类似的奖项。最近该剧因视觉效果得质量和真实度有所提高而赢得了称赞（因为它获得了大量的预算）。

## 反響
《星際奇兵：SG-1》被证明很受欢迎。在第六至八季间，这个剧集反复地被认为要结束，但是打分一直保持很高，这让这个剧集打破了纪录（超过X档案成为运行时间最长的美国科幻剧集）并进入了第十季。
在2006年8月21日，Syfy频道宣布他们可能不会更新《星際奇兵：SG-1》新的第11季，因为他在尼爾森收視率（美国的一收视率系统—译者注）上的一连串的糟糕表现。很多fans被这个新闻激怒了，甚至开了反对的网站来展示他们对该剧的评价。该剧的发言人说所有能让《星際奇兵：SG-1》继续下去的选择都考虑过了，包括完全数位化播放。执行制片Robert C. Cooper专门地告诉影迷的网站GateWorld说他在做工作以让SG-1继续下去。对目前来说，没有电视网或者公司订购了SG-1的新集，所以剧集被暂停直到找到新的買主。但是SciFi尝试以他们与米高梅的原始唯一合同阻止其他的电视网取得这个节目。作为对Sci-Fi宣布取消《星際奇兵：SG-1》的回应，一个社团网站（见#外部链接）被建立来说服Sci-Fi更新这个节目。